# 斯特列熱沃伊
60°44′N 77°36′E / 60.733°N 77.600°E
斯特列熱沃伊（俄语：Стрежево́й）是俄羅斯托木斯克州西北部的一個城市，位於州府托木斯克西北640公里的鄂畢河畔。2002年人口43,815人。
1966年建立。1978年設市。